# Club Deportivo Walter Ormeño
El Walter Ormeño es un club de fútbol peruano del distrito de Imperial, provincia de Cañete, en el Departamento de Lima. Fue fundado el 10 de octubre de 1950 y juega en la Copa Perú.
Al igual que muchos clubes de provincia, Walter Ormeño conocido como el "equipo del pueblo" concentra sus simpatizantes y aficionado en su ciudad natal y en otros distritos de la provincia. Por lo cual es considerado como uno de los equipos que mayor aficionados tiene en la Provincia de Cañete. 
En la Tabla Histórica de la Primera División del Perú se ubica en el puesto 85° debido a la única temporada que estuvo en Primera División en el Campeonato Descentralizado 1974, en la cual terminó 17 de 22 equipos, pero debido a las bases del campeonato tuvo que descender, debido a ser el peor equipo de una ciudad del interior con más de un representante.

## Historia

### Fundación
Club de fútbol de mucha tradición en el departamento de Lima y tiene como cuna el Distrito de Imperial, Provincia de Cañete. Fue fundado el 10 de octubre de 1950.
Lleva el nombre de Francisco Walter Ormeño Arango, extraordinario arquero peruano, que jugara por Universitario y luego por Mariscal Sucre FBC, Alianza Lima, Huracán de Medellín, Boca Juniors, Rosario Central, Club América, Atlante FC, Monarcas Morelia, Zacatepec y Montreal.
Los jóvenes cañetanos fundadores de esta institución eran en su mayoría hinchas de la Universitario de Deportes y decidieron rendir una homenaje a quien fuera su ídolo en la portería crema.

### Era amateur (1950-1966)
El Club Walter Ormeño, inició su vida futbolística en Segunda División de la liga distrital de San Vicente, donde permaneció por espacio de 2 años hasta lograr su ascenso en 1953. En la primera división distrital logró el subcampeonato durante dos años consecutivos.
En 1957 se crea la liga distrital de fútbol de Imperial y el elenco ormeñista pasó a formar parte de esta liga, consagrándose campeón de la misma durante los años 1957, 1958 y 1959.
A partir de 1966, la escuadra alba marcó un récord en cuanto a títulos: ocho consecutivos, hasta 1973. Su éxito fue masivo, tanto así que fue campeón de la Liga Departamental de Lima en 1969.

### Su paso por el Campeonato Descentralizado
En 1974 la Federación Peruana de Fútbol realizó una variante en la Copa Perú y decide no jugar la finalísima y ascender directamente al Campeonato Descentralizado 1974 a los ocho campeones regionales. De este modo Ormeño logró su ascenso a la categoría de oro luego de eliminar en la Etapa Regional al Octavio Espinoza de Ica y junto a él ascendieron Deportivo Junín de Huancayo, FBC Piérola de Arequipa, Carlos A. Manucci de Trujillo, Alfonso Ugarte de Puno, Barrio Frigorífico del Callao, Unión Huaral y Unión Pesquero de Ilo.
Jamás olvidaremos a su Presidente de turno Alcides Rivas Sánchez y al equipo de dirigentes que lograron la felicidad a los imperilinos de ver a su equipo en primera división. 
En su única experiencia en la categoría de honor se ubicó en el puesto 17 –de un total de 22 participantes- pero, como el sistema de descenso era muy complejo (debían descender cuatro equipos: el último del torneo, el peor de Lima Metropolitana, y los dos peores equipos de los departamentos que tengan más de un representante en primera división) y como Lima Provincia tenía dos equipos (Unión Huaral y Ormeño), al igual que Arequipa (FBC Melgar y FBC Piérola) y Lambayeque (José Pardo y Juan Aurich), los peores ubicados de esos pares debieron jugar un triangular en la Capital peruana para conocer a los descensoristas. Así, Juan Aurich, Walter Ormeño, y FBC Piérola fueron los equipos que jugaron ese triangular, descendiendo FBC Piérola y Ormeño. Descendió y se fue a su Liga de origen desde 1975 hasta el año 1985 aproximadamente el Walter Ormeño estuvo en su liga de origen; con campañas irregulares… alcanzó títulos, pero no avanzaba más.

### Paso por Segunda División y retorno a su liga
Por gestión de Walter Aedo y Arturo Mateo el equipo vuelve a flote y son invitados a jugar en la Segunda División en 1986. En 1990 disputaron la Liguilla por el título quedando en tercer lugar detrás del Hijos de Yurimaguas y Bella Esperanza. Al año siguiente debido a la reestructuración del torneo no pudieron continuar en la Segunda de 1992. 
En 1992 participó desde la Etapa Regional donde fue eliminado por Juan Matta. En 1993 jugó en la Etapa Provincial junto con el Atlético Independiente (que en 1991 se había retirado de la Segunda División). En 1994 el Walter Ormeño retornó a su liga de origen.
En el 2009, Ormeño no realizó una buena temporada y tuvo que jugar la Liguilla por el descenso de la Liga Distrital de Imperial junto con Defensor Cerro Alegre, San Benito F.C. y Defensor Cantagallo. Finalmente, se mantuvo en la categoría tras derrotar 4-0 a Cantagallo, igualar 1-1 con San Benito y vencer 2-0 a Cerro Alegre.

### La campaña en la Copa Perú 2012
Después de pasar varios sinsabores en las últimas temporadas corriendo hasta el peligro de caer en la Segunda División Distrital de Imperial, la nueva dirigencia de Walter Ormeño se puso como meta devolver el protagonismo perdido en las últimas décadas al cuadro de la W. Es así que, con un plantel experiementado y acorde a las exigencias, logró la consecución de títulos hasta llegar a la Etapa Nacional, instancia a la que arriba en calidad de campeón de la Región IV.
Pero en la Etapa Nacional de la Copa Perú no pudo avanzar a instancias superiores ya que fue eliminado en Octavos de final por el Defensor San Alejandro al empatar 0-0 en el partido de ida en Imperial y caer goleado 3-0 en el partido de vuelta en Pucallpa. 

### Segunda División 2013
En el 2013 por acuerdo de la ADFP-SD el torneo se jugaría con 16 clubes, y para completar el número de participantes la ADFP-SD decidió contar con los equipos que habían llegado a la Etapa Nacional de la Copa Perú 2012, esto sería por orden de méritos que ocuparon en dicha instancia. Por tal motivo, al club albo se le extendió una invitación para jugar la Segunda División Peruana 2013. Tras una reunión la directiva en pleno acordó aceptar la invitación de la ADFP-SD para participar en el torneo de Segunda División Peruana 2013.

### Retorno a Copa Perú
En la Segunda División Peruana 2014 perdió la categoría tras terminar en último lugar. Al año siguiente empezó su participación en la Etapa Departamental de la Copa Perú 2015. En la primera fase cayó en el partido de ida por 7-0 ante Venus de Huacho y se retiró del torneo quedando eliminado. En la Copa Perú 2016 clasificó a la Etapa Nacional pero fue eliminado por un reclamo de mala inscripción de un jugador hecho por Deportivo Independiente Miraflores.
En 2019 fue eliminado en la semifinal de la Etapa Departamental por Social Maristas de Huacho.
El 2020 pese a que se anunció en su momento, un equipo poderoso, lamentablemente vio comprometida su participación en el torneo de la Liga Distrital de Imperial, por no haber podido refinanciar a tiempo una deuda existente desde la época de Percy Alcalá cuando militó en la Segunda División. En el primer compromiso, con un elenco de emergencia conformado por varios exjugadores, y algunos aficionados se presentó a enfrentar a Matices Ciclo Club, perdiendo por 3 a 0 pero evitando un walk over que era inminente pues no tenían carnets de cancha, el segundo partido también sucedió algo similar, se presentó con solo 7 jugadores a enfrentar al Defensor Carmen Alto y perdió por inferioridad numérica cuando ya el marcador iba 2 a 0 y se jugaban solo 12 minutos del primer tiempo. Para la tercera fecha se presagiaba una situación similar, pero por la Pandemia de COVID-19 se suspendió el torneo 2020.
En 2022 fue campeón distrital de Imperial y campeón provincial de Cañete tras lo cual clasificó a la Etapa Departamental de Lima. En primera fase superó a Juventud 2001 Chancayllo pero fue eliminado en cuartos de final por Tito Drago de Huacho en definición por penales luego de perder 1-0 de visita y ganar por el mismo marcador como local. Al año siguiente fue eliminado en la primera fase de la Etapa Departamental de Lima 2023 por Defensor Laure Sur.

## Uniforme
- Uniforme titular: Camiseta blanca, pantalón blanco, medias blancas.
- Uniforme alternativo: Camiseta granate, pantalón granate, medias granates.

### Evolución del uniforme

#### Titular
| 2013 | 2014 |  |

#### Alternativo
| 2013 | 2014 | 2016 |

#### Tercero
| 2013 | 2014 |  |

### Indumentaria y patrocinador
| Periodo       | Patrocinador    |
| ------------- | --------------- |
| 2012          | Calvo           |
| 2012          | Loma's Sport    |
| 2013-2015     | New Life Sports |
| 2016-presente | EB Sports       |

| Periodo       | Patrocinador                       |
| ------------- | ---------------------------------- |
| 2012          | Vicar                              |
| 2012          | Maltín Power                       |
| 2013-2015     | Grupo Alcalá                       |
| 2016          | Residencial Villa Vicente          |
| 2017          | Grupo Cañete +                     |
| 2018          | Inversiones Victor Andres E.I.R.L. |
| 2019-presente | Alcalá Abogados y Consultores      |

## Estadio
El Estadio Oscar Ramos Cabieses es un estadio municipal, abrió sus puertas en 1970. El estadio tiene capacidad para 5.000 mil espectadores. En la década de 1970 fue utilizado por Walter Ormeño como su lugar de origen. El estadio es propiedad de la Municipalidad de Imperial.
Para el 2013 aunque tuvo algunos inconvenientes con el armado de un muro de contención en la tribuna Sur (occidente) el Estadio Oscar Ramos Cabieses de Imperial fue habilitado por la ADFP-SD e inscrito como la sede principal del Walter Ormeño. El escenario, que justamente cuenta con la particularidad de poseer algunas viviendas en plena tribuna preferencial.

## Sede
El club cuenta con su local propio ubicado en el jirón Jorge Chávez N° 101 en el distrito de Imperial.

## Hinchada

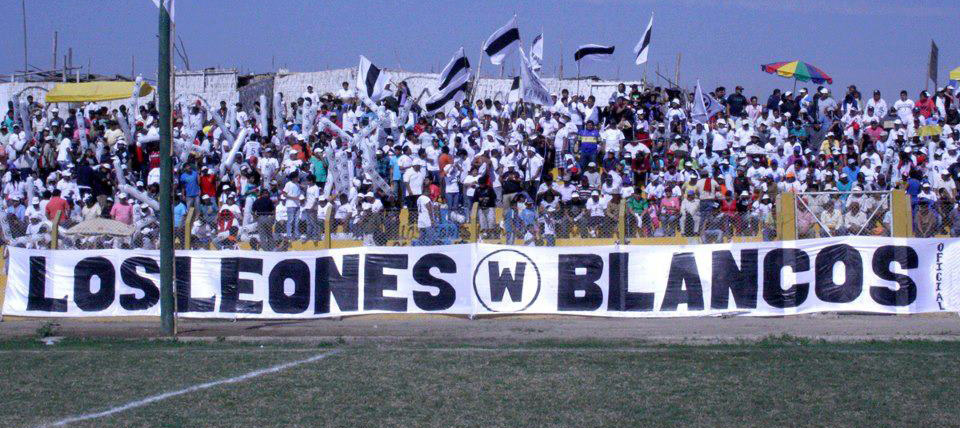
La barra "LOS LEONES BLANCOS" se ubica en Oriente y alienta al equipo albo en todo sus encuentros

### Barra "Los Leones Blancos"
Es la barra oficial del Club Deportivo Walter Ormeño. Esta barra es la más fiel del equipo albo, alienta en todos sus encuentros y sobre todo cuando su equipo sale de visita, siempre realizan actividades para solventar sus gastos y de esta manera poder seguir a su querido y añorado club, como dice el dicho 'en la buenas y en la malas'. Los integrantes de esta barra vienen apoyando desde mucho tiempo atrás al equipo de sus amores, como no recordar cuando el equipo albo disputaba la baja en su liga de origen, fueron estos muchachos que se fajaron y con su bombo en oriente ahí estaban presente alentando de todo corazón, porque el único amor para ellos era el "WALTER ORMEÑO", como no recordar a "Huarache", "edu", "romario", "chingo", "Yupan", etc.
 Después de haber sobrevivido a la pesadilla de la baja, el equipo en rumbo a un destino diferente, con la toma de la nueva directiva del club albo, el equipo necesitaba una barra más organizada, por eso el administrador del Facebook (Walter Ormeño - Imperial Cañete) convocó a toda la hinchada ormeñista a una reunión general en su local central, para coordinar y fortalecer el apoyo al equipo de sus amores. La barra "Los Leones Blancos" oficialmente fue fundado el 5 de julio de 2012, entre algunos de sus primeros directivos están:"Jimmy", "Julio Peña", "Cristian" "Chino", "Rosita" etc.. que finalmente fue reconocido por el propio presidente del Club Deportivo "Walter Ormeño" el Sr. Percy Alcalá Mateo como la barra oficial. Es necesario precisar que por tradición la barra "ormeñista" siempre se ubica en la tribuna de oriente o más conocido como "la tribuna de Sol". Todo hincha 'Ormeñista' recuerda a 'cerrito' como uno de los pioneros y el más entusiasta de la barra... 

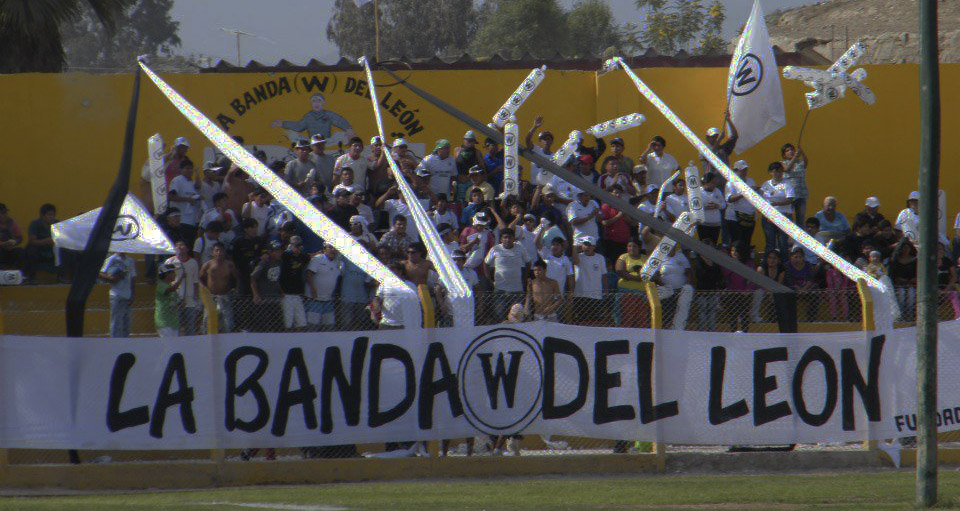
La barra "la banda del león" que se ubica en la tribuna norte

### Barra "La Banda del León"
Es otra de las barras con la que cuenta el equipo albo. Fue fundado el 14 de agosto de 2012. Sus principales fundadores son "jorge" y "pocho".

### La hinchada más organizada
Sin duda el Club Deportivo "Walter Ormeño" tiene una de las barras más organizada en toda la "Región Lima Provincias", cuando el equipo albo juega de visita, multitud de gente lo sigue. Cabe destacar que en año 2012 fue considerado como el club más taquillero del Copa Perú a nivel nacional. Además es el único equipo de la Provincia de Cañete y toda la Región Lima Provincias que cuenta con cinco bulliciosas barras; "Los Leones Blancos", "La banda del León", "La barra de Camilo Bravo", "La barra de Sucón" y "Malecón Sucre", las cuales alientan a su equipo durante todo sus encuentros.

## Rivalidades

### Clásico Cañetano

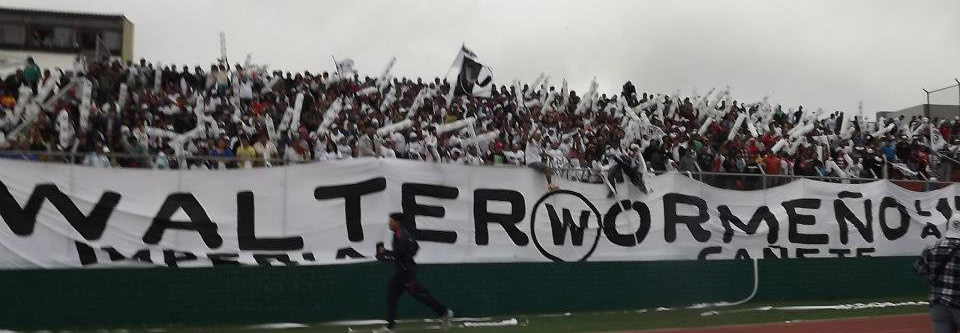
Hinchas del Walter Ormeño en el estadio Miguel Grau del Callao, en la Final Departamental frente a Deportivo Municipal.

Encuentro futbolístico de larga historia en el fútbol Cañetano, protagonizan el clásico cañetano desde siempre. En la década del 70, se jugaba uno de los clásicos de los clásicos del fútbol Cañetano: Atlético Independiente de San Vicente  y el Walter Ormeño de Imperial.
El clásico del fútbol cañetano se discutía en la prensa deportiva, en los corrillos deportivos de Imperial, San Vicente y en toda la Provincia de Cañete, ambos clubes tienen adeptos en todo el territorio cañetano. De manera, que el día del esperado clásico, desde tempranas horas de la mañana se abrían las puertas del Estadio Roberto Yañez para dar acceso a los vendedores de comidas, gaseosas y golosinas, a los periodistas deportivos que iban a instalar y probar sus equipos de transmisión, hasta que se abrían las boleterías y puertas para dar acceso a los miles de hinchas que llegaban a pie por la autopista San Vicente-Imperial  en bulliciosas caravanas que armaban el ambiente de fiesta deportiva, llena de colorido y pasión popular.
El ambiente se caldeaba progresivamente con los encendidos comentarios que hacía la prensa deportiva a través de la Radio, transmisiones que eran seguidas desde las tribunas por los hinchas que estaban premunidos de sus radio receptores de pilas seca. Ese ambiente solamente se vive en la previa de los clásicos de los clásicos del fútbol cañetano.

## Datos del club
- Temporadas en Primera División: 1 (1974)[7]
- Temporadas en Segunda División: 8 (1986-1991, 2013-2014).
- Mayor goleada conseguida:
  - En campeonatos nacionales de local: Walter Ormeño 10:0 Deportivo Amauta (12 de agosto del 2012)
  - En campeonatos nacionales de visita: Deportivo Amauta 0:6 Walter Ormeño (5 de agosto del 2012)
- Mayor goleada recibida:
  - En campeonatos nacionales de local: Walter Ormeño 0:3 Sport Boys (24 de mayo del 2014)
  - En campeonatos nacionales de visita: Melgar 5:2 Walter Ormeño (1974)
- Mejor puesto en 1.ª División: 17.º (1974)
- Peor puesto en 1.ª División: 17° (1974)
- Mejor puesto en 2.ª División: 2° (1990)
- Peor puesto en 2.ª División: 16° (2014)

## Palmarés

### Torneos nacionales
| Competición nacional            | Títulos | Subcampeonatos |
| ------------------------------- | ------- | -------------- |
| Segunda División del Perú (0/1) |         | 1990.          |

### Títulos regionales
| Competición regional                         | Títulos | Subcampeonatos                      |
| -------------------------------------------- | --- | ----------------------------------- |
| Etapa Regional - Región IV (1/0)             | 2012. |                                     |
| Liga Departamental de Lima (1/6)             | 1969. | 1966, 1968, 1970, 1973, 1976, 2012. |
| Liga Provincial de Cañete (6/1)              | 1998, 2012, 2018, 2019, 2022, 2023. | 1956.                               |
| Liga Distrital de Imperial (28/3)            | 1961, 1966, 1967, 1968, 1969, 1970, 1971, 1972, 1973, 1975, 1977, 1994, 1995, 1996, 1997, 1998, 1999, 2000, 2001, 2002, 2012, 2016, 2017, 2018, 2019, 2022, 2023, 2024. (Récord) | 2007, 2008, 2025.                   |
| Segunda División Distrital de Imperial (1/0) | 1955. |                                     |